# Bomen (Nueva Gales del Sur)
Bomen es un suburbio del norte de Wagga Wagga en el sur de Nueva Gales del Sur, Australia. El suburbio está dominado por empresas industriales como Cargill Beef, Watties y el Wagga Wagga Livestock Marketing Center (saleyards). El suburbio también alberga la estación de ferrocarril secundaria (y original) de Wagga Wagga en la línea principal sur, cuando la línea esperaba la construcción de un puente sobre el río Murrumbidgee. Las nuevas calles de Bomen llevarán el nombre de razas de ganado ovino y vacuno.

## Patrimonio
Bomen tiene varios sitios catalogados como patrimonio, que incluyen:
- Ferrocarril principal del sur: Estación de tren de Bomen.[3]

## Industria
Las principales industrias ubicadas dentro de Bomen se encuentran dentro del parque empresarial de Bomen, que incluye Cargill Foods Australia, la fábrica de Heinz-Watties, la planta de BOC Gas y la planta de traviesas de hormigón de Austrak. Bomen es el sitio del propuesto Centro Intermodal de Carga y Logística Riverina.